# ハラール

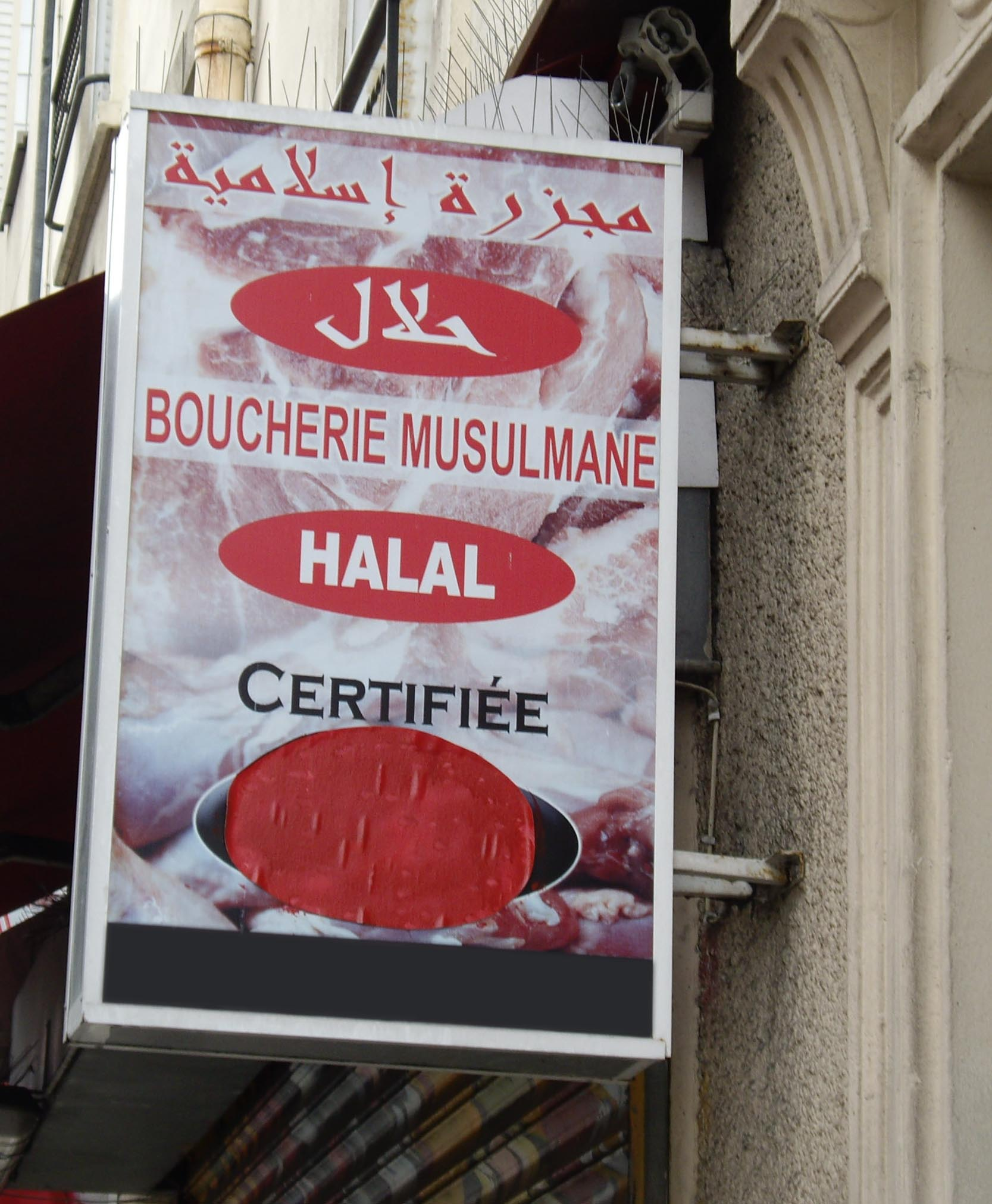
ハラールに従った肉屋（フランス、パリ）

ハラール（アラビア語: حلال; ウイグル語: ھالال) と 清真 (せいしん, 中国語拼音: qīngzhēn)は、イスラム法で許された項目をいう。端的にはイスラム法上で、行って良い事や食べることが許されている食材や料理を指す。日本語に訳すと、「合法的にある法律に基づいてやる事（許可）」という意味となる。なお、日本では「ハラル」と書くことも多い。ハラールは物（食べ物、飲み物、化粧品）だけではなく事（約束、契約、仕事）も含まれる。
反対の概念をハラーム（アラビア語: حرام）と言い、「やってはいけない物・事（禁止）」という意味となる。
イスラム法の下では豚肉を食べることは禁じられているが、その他の食品でも加工や調理に関して一定の作法が要求される。この作法が遵守された食品がハラールとされる。
このことから他国の料理を出す飲食店もハラールに対応して本来の調理や食材を変えて経営することがある。
なお、ハラールとハラームの間に疑わしい物・事を意味するシュブハ（アラビア語: شبهة）という概念がある。シュブハな食品はできるだけ食べることを避けることとされている。ハラール認証の目的はシュブハな事を明確にする事である。

## 概要
豚の他、犬、獲物を捕獲するための牙や爪がある虎・猫などの動物、キツツキ、フクロウ、タカ、ワシ、ロバ、ラバなどを食べることが禁止されているが、それ以外の肉であっても屠殺が正規の手順に従ったものでなければ食べられない。このため、ムスリムは単純に材料表示だけを見て判断することが出来ないためハラールの表示が必要となる。
ただし、各国の認証機関によって制度が異なっているため、ある国では禁止されている食品や規定が、他の国では問題とならないこともある。このため、ムスリムによっては、自分が信頼するハラルマーク以外のマークには近づかないとする人もいる。ムスリムが大多数を占めるエジプトなどの中東では、出回っている食材がハラールであることが当然のため、生活する上であまり人々に意識されない。一方で、豚肉をよく使う華人も多い東南アジアでは、かなり意識される傾向があるとされる。
クルアーンの第二章173を根拠に、緊急時にはハラールではない食品を食べることも容認されている。スマトラ島沖地震でインドネシアのイスラム教徒に対して外国からの援助物資に豚肉などが入っていたとしても食べて良いとするファトワーが出され公式に食べて良いとされたことがある。しかし一方で逆の事例として、中国・四川省で発生した四川大地震により被災した中国在住のイスラム教徒は、非常事態であったにもかかわらず、ハラームの救援物資の利用を拒否する者が多かった。非イスラム教徒が多数派を占める地域においては、ハラールを守ることは殊の外重要視される場合もある。

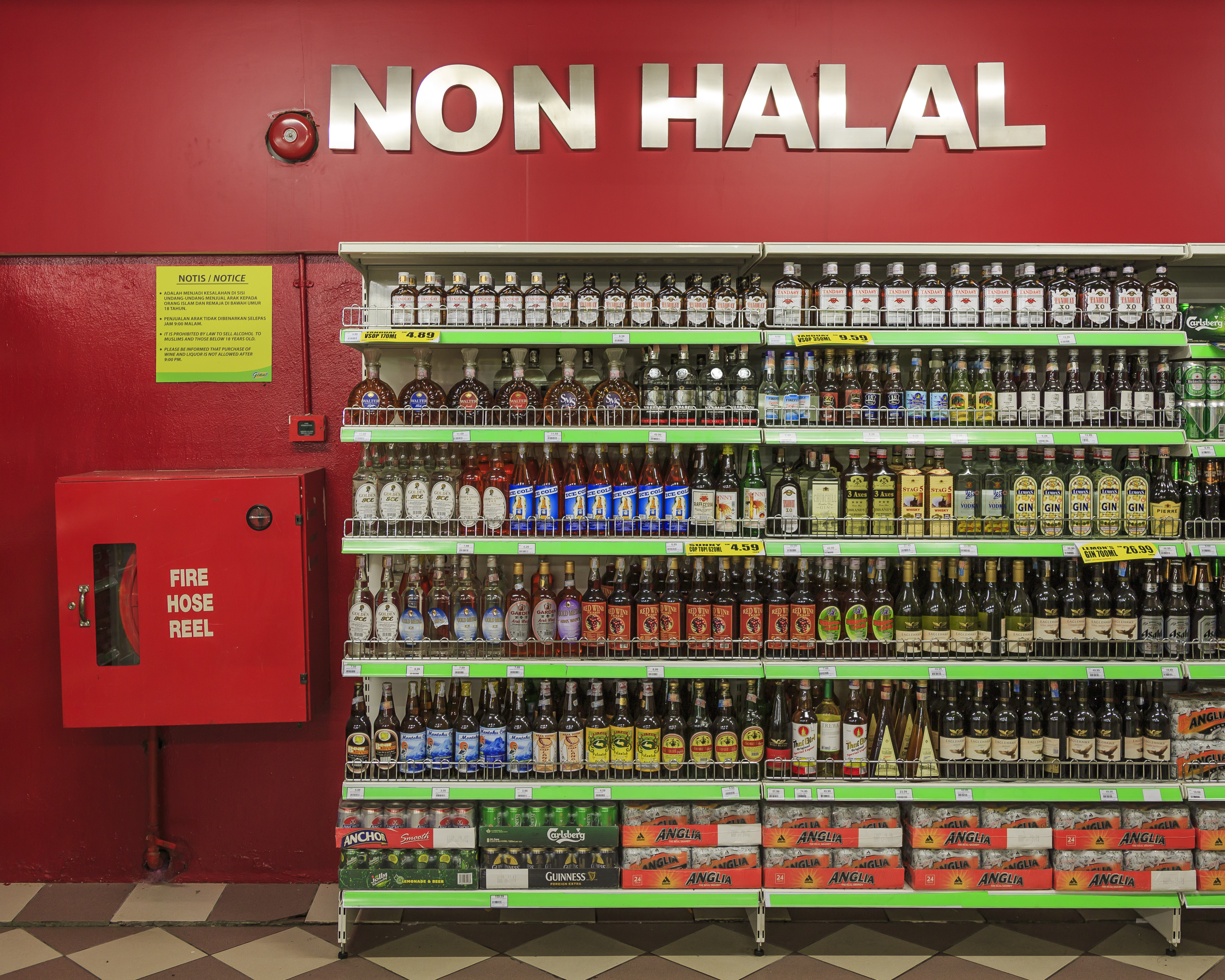
マレーシアの大型スーパー内の非ムスリム向けノンハラール（ハラーム）コーナー

ムスリムの人口が乏しい国家や地域では、イスラム諸国からの旅行者や留学生などのために、シールなどによって食品がハラールであることが示されていることが多い。これとは対照的に、ムスリムとその他の宗教の信徒の人口が拮抗している国家や地域では、原則として無表示の食品をハラールとしつつ、ムスリム以外を顧客として想定したハラームの食品に限って表示がなされていることがある。
サウジアラビアなどイスラム原理主義の強い国では法律でハラールでない食品の販売や輸入流通が禁止されている国もある。そのような国でハラールでない食品を販売した場合には犯罪とされ、ハラールでない食品をハラールであると偽装することも犯罪とされている。
イスラム諸国会議において、ハラールの世界標準規格が議論されているが、宗派の違いや加盟国間の文化、経済情勢、政治的利害関係などが原因で標準化には時間がかかると言われている。
ハラールの規則もムスリムによっては厳格に守っているわけではなくビッスミッラー（アッラーの御名において）と唱えれば、屠殺されていない肉を食べる人々もいる。トルコなど世俗化が進んだ地域では、飲酒や豚肉食も平気でおこなうムスリムもいる。
広義の意味では食べ物に限定されず、イスラム法において合法であることを示す記号としても用いられている。たとえば、衣服、玩具、家電製品などにもハラールは適用される。衣服の場合は、女性の体の露出を禁止している規定に違反していないデザインであることを証明するマークとして付けられたりする。ブルキニという水着はハラールとされている。ゲームなどにおいても、イスラム教で禁止されている賭博に該当しないことを証明する印として用いられることがある。このような審査や判断はウラマーが行うことが一般的であり、特定の製品をハラールであると認めるファトワーが出されることもある。
なお、ハラームである酒がハラールな酢に変化するように、清浄・不浄という性質は絶対ではなく、状態によって転化しうる。この考えはイスティハーラと呼ばれる古典的な理論であり、マーリク学派やハナフィー学派などでは加工された豚製品の認可にも繋がるが、ハンバル学派はこれを否定するなど、見解の統一はなされていない。

## 食肉に関する規則

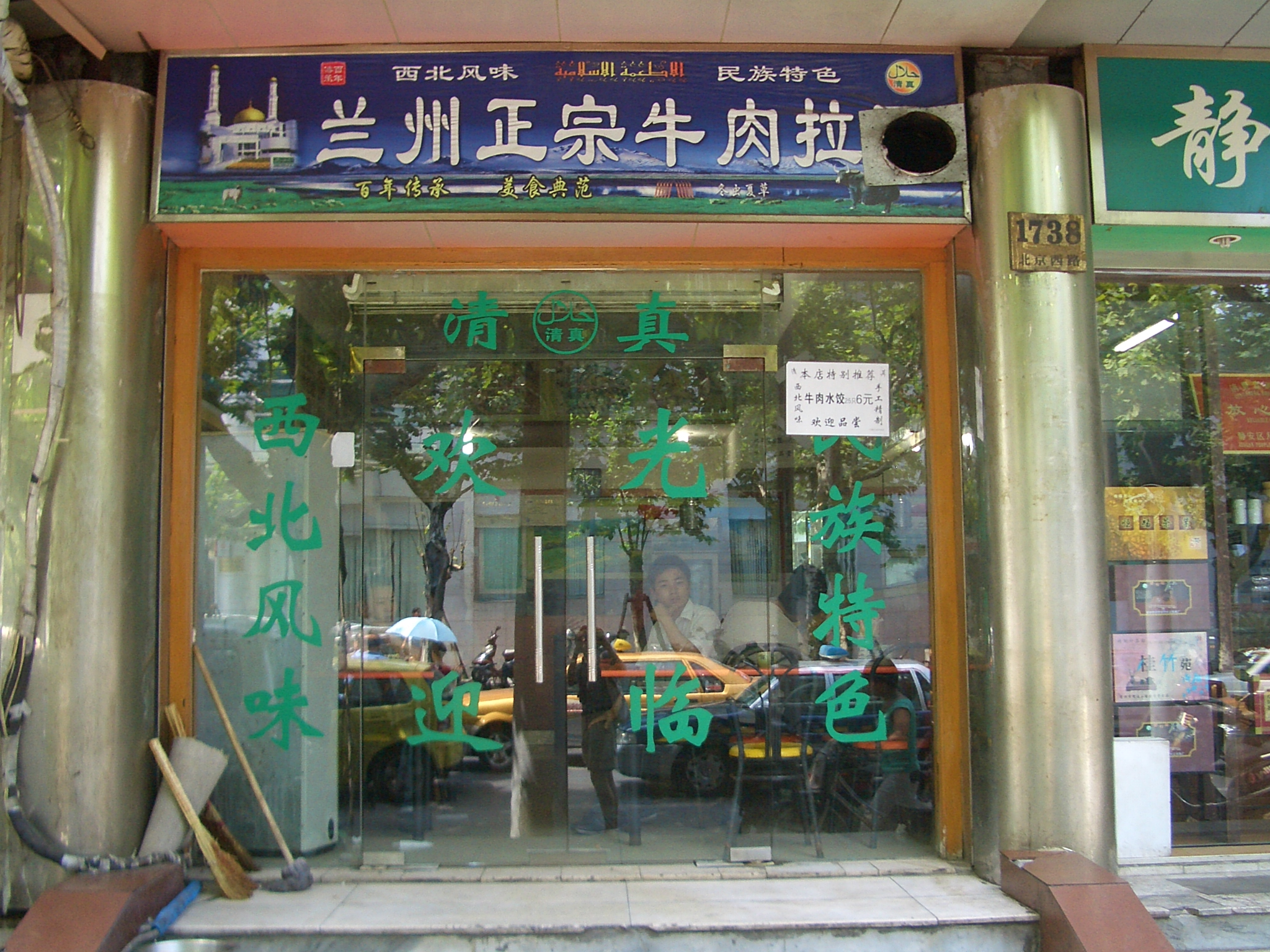
中国の回族の店。ハラール（清真）に従った食品を出すと書かれている。看板の左上にはモスクの絵がある。

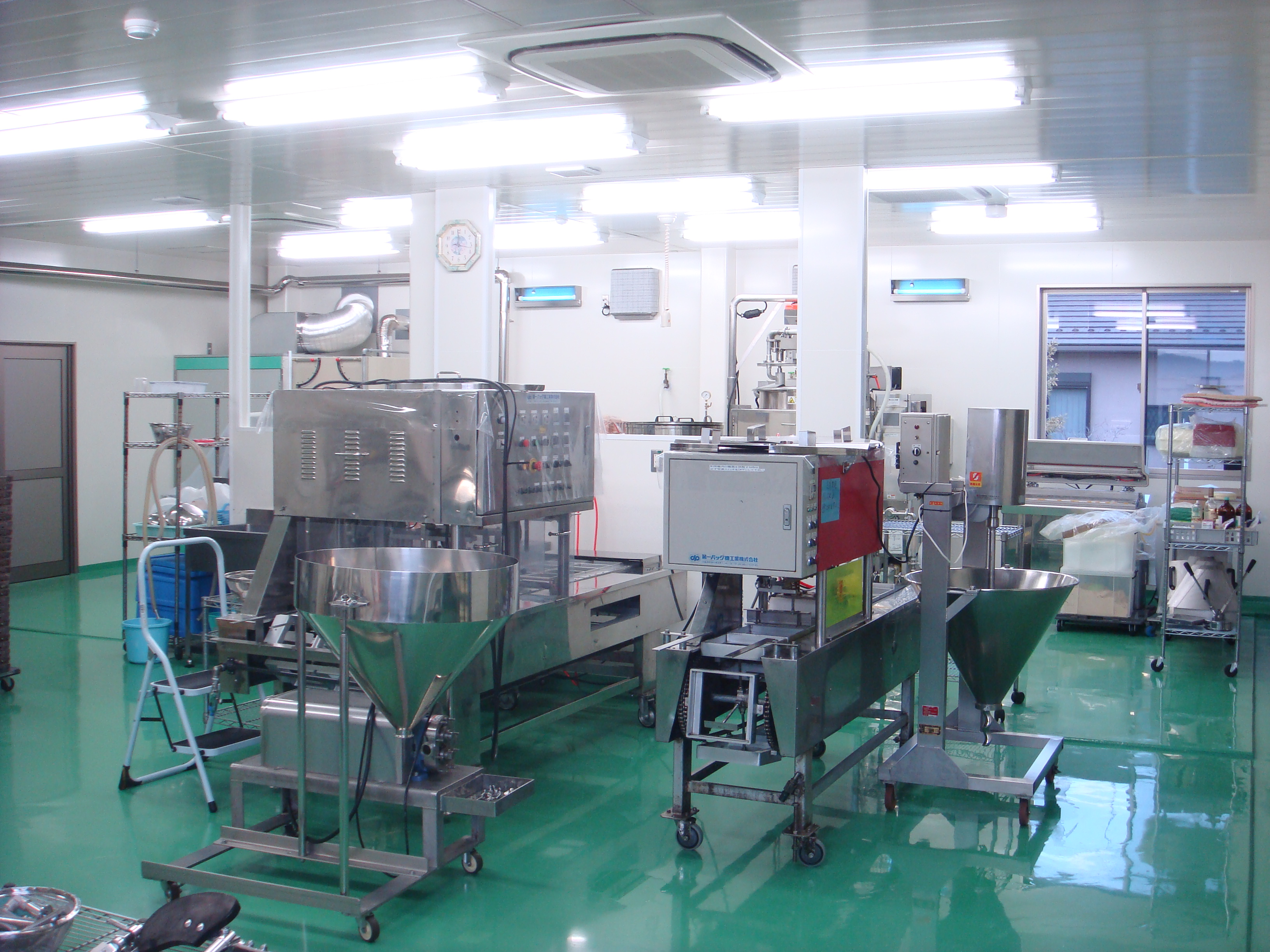
ハラール食品の製造には日本ハラール協会などの国際基準認証が必要となる（写真は2016年に日本で初めて機内食を除き日本ハラール協会よりオープンエリアキッチン認証を取得した兵庫県の日乃本食産工場）。

牛肉など食肉に関しては以下の規則を守らなければならない。

### 餌
その家畜が食べた餌にハラールに違反するものが入っていてはならない。

### 屠畜方法と動物福祉の懸念
クルアーン5章5節において『啓典を授けられた民の食べ物は、あなたがたに合法(ハラール)であり、あなたがたの食べ物はかれらにも合法(ハラール)である』と記されており、この啓典を授けられた民とはユダヤ教徒、キリスト教徒を指す。
「ビスミッラーヒルラッフマーニルラヒーム(神の御名において)。アッラーフ アクバル(神は偉大なり)」と唱えながら屠ると誤解されがちだが、この意味はその個人の信仰心があるかないかを表すものであり、口先で唱えることを意味しない。 屠る時は鋭利なナイフで喉のあたりを横に切断しなければならない。
電気ショック、絞殺や撲殺は禁忌である。なんらかの事故や病気で死亡した家畜の死体を食肉とすることも禁忌であるが、怪我をした動物などの最後のとどめを刺したのが啓典を授けられた民の場合はハラールである。ただし多神教徒がいくら神の名を唱え首を切ったとしてもそれは非合法(ハラーム)であり、そのような肉に何を唱えても(アラーフ アクバルやアスタグフィルラー、ビスミッラーなど)ハラームのままである。
ただし搬送などの手伝いは異教徒が行っても良い。

通常、牛の屠殺では、まずボルトガン（家畜銃）で気絶させてから頚動脈を切断する、という方法がとられるが、ハラールにおいては通常、屠殺時の気絶処理が認められていない。また家禽の二酸化炭素ガスを使用した気絶処理は認めていない。イスラム教の判決では、特定の条件下では気絶処理を認めるとされており、何らかの気絶処理が行われたあとで屠殺されることも少なくないが、条件は厳しい。そのため、動物福祉が問題視されている。
気絶なしで行われる皮膚・筋肉・気管・頚動脈など多数の神経と頸動脈の切断は、意識のある動物の脳へ知覚情報を引き起こし、無感覚に至るまでに大きな痛みと苦悩を与える。—Farm Animal Welfare Council、(2003) Report on the Welfare of Farmed Animals at Slaughter or Killing, Part 1: Red Meat Animals気絶が行われない場合意識の消失までに時間がかかり、首の切断から意識の消失までに要する時間は牛で2分、家禽で2分30秒場合によっては最大12分間続く。また気絶処理のある通常屠殺に比べ、気絶処理のないハラール屠殺はではストレス指標である牛のコルチゾール値が屠殺時に急上昇する。
そのため、デンマーク、マルタ、スロベニア、スウェーデン、キプロス、フィンランド、ルクセンブルク、スイス、ノルウェー、アイスランド、ベルギーのワロン地域とフランダース地域、ニュージーランド、ギリシャは、宗教屠殺であっても気絶処理なしの屠殺を禁じている。EU規制では、宗教屠殺の場合の気絶処理無しを認めている。2024年、欧州人権裁判所（ECHR）は、動物を屠殺する前に事前に気絶させることを義務付ける法律は、ユダヤ人とイスラム教徒の信教の自由を侵害するとの判決を下した。しかし一方でECHRは、信教の自由に対する権利は絶対的なものではなく、動物の福祉を守るために必要であれば無効にできるとも述べた。

### 解体処理
牛の頭をキブラの方向に向けて完全に血液が抜けて死んでから行う。血を食することは禁忌であるため完全に血を抜かなければならない。

### 輸送保管
保管場所や輸送する乗り物に豚が一緒になってはいけない。
冷蔵庫からトラックまで全て別にする必要がある。
野菜や穀物であっても肥料に豚の糞などが使用された物は禁忌と解釈されることがある（特にシャリーアに規定があるわけではない）。

## 飲料に関する規則
クルアーンにおいて飲酒は忌避すべきとされており、一般的にアルコール（飲料）はハラーム（禁止）になる。調味料などに含まれるアルコールは完全なハラームではない。サウジアラビアではイスラム教国家ではない国に住んでいる場合、含有率が3％未満の調味料や食品はハラームではないとしている。
保管された果物、発酵食品、香料に含まれるアルコール成分など、醸造を意図しなくとも微量にアルコール成分が含まれる食品は珍しくなくそれらのアルコール成分をどこまで容認するかも人それぞれの考え方による。規則としてはその国家の制度による。食品以外の用途ではアルコール消毒が問題となったこともあるが、考え方は人や国により、アルコール消毒が容認されているケースは存在する。
食品中のアルコールの認証の基準の具体例としてはマレーシア政府ファトワ委員会にて「醤油を含む果実、ナッツ、シリアルなどにおいて、製造時に発生する自然発酵アルコール成分はナジス（不浄）ではないとする。」、また「ワインを製造する目的で製造されていない軽い飲料はアルコール度数1%以下なら可。」としたケースがある。なお、これはマレーシア政府の認証基準であり、イスラム社会全体でこの基準に沿っているわけではないことに注意したい。

## 医薬品問題
豚を禁忌とするのは肉だけでなく、豚に由来する酵素や蛋白質にまで及ぶこともある。これは医薬品や化粧品などにも適用範囲が及ぶこともあり、実際にサウジアラビア、イラン、インドネシアなどでは法律で禁止されている。
現代の製薬業界において細菌の培養に必要な培地の生産に、豚由来の分解酵素が使用されていることは珍しくない。このため、非常に広範囲の医薬品がハラームである可能性があり、豚由来の分解酵素が使用されているかどうかは非常にわかりにくいためムスリムの間では難しい問題になっている。法学者ユースフ・アル＝カラダーウィーは、前述のイスティハーラ理論に従い、豚由来の製剤をハラールと判断するファトワーを出しているが、いまだイスラム世界の統一見解とはなっていない。
また、国によっても態度が大きく異なる。
サウジアラビアでは、医療に関しては比較的寛容な姿勢が見られ、代替品がないという条件付きで消毒用アルコールや豚由来製剤の使用を認めている。豚皮を使った人工血管の移植なども、他に術がなければ合法とのファトワーが出ている。
しかしインドネシアではやや厳しく、2009年には聖地メッカを巡礼するために必要なワクチンの接種において、ワクチンの製造に豚の酵素を使用していたことが問題になった。2000年にも、インドネシアの味の素で発酵菌の栄養源を作る過程で触媒として豚の酵素を使用していたために、日本人技術者1人を含む東ジャワ州モジョクルトの味の素工場幹部4人が、消費者を保護する法に違反した容疑で逮捕される事件が起きている。ハラールの基本的な考え方では、豚と一緒に保管されたり触れたりした食品も禁忌とされるため、製品に全く残留していなかったとしてもイスラム思想的には禁忌とせざるを得ない事情がある。このため、インドネシア当局から触媒であっても認めないとする厳しい判断が下された。味の素は触媒を変更することで再度、販売の許可を得た。

## 根拠
根拠となるクルアーンの記述には以下の物がある
第二章173
かれがあなたがたに、食べることを禁じられるものは、死肉、血、豚肉、およびアッラー以外の名で供えられたものである。だが故意に違反せず、また法を越えず必要に迫られた場合は罪にはならない。アッラーは寛容にして慈悲深い方であられる。
第五章3
あなたがたに禁じられたものは、死肉、血、豚肉、アッラー以外の名を唱え殺されたもの、絞め殺されたもの、打ち殺されたもの、墜死したもの、角で突き殺されたもの、野獣が食い残したもの、ただしあなたがたがその止めを刺したものは別である。また石壇に犠牲とされたもの、籤で分配されたものである。これらは忌まわしいものである。今日、不信心な者たちはあなたがたの教えを打破することを断念した。だからかれらを畏れないでわれを畏れなさい。今日われはあなたがたのために、あなたがたの宗教を完成し、またあなたがたに対するわれの恩恵を全うし、あなたがたのための教えとして、イスラームを選んだのである。しかし罪を犯す意図なく、飢えに迫られた者には、本当にアッラーは寛容にして慈悲深くあられる。
第五章5
今日（清き）良いものがあなたがたに許される。啓典を授けられた民の食べ物は、あなたがたに合法であり、あなたがたの食べ物は、かれらにも合法である。また信者の貞節な女、あなたがた以前に、啓典を授けられた民の中の貞節な女も。もしあなたがたが（貞節な）女に姦淫や密通をせずに、きちんと婚資を与え妻に迎えるならば許される。凡そ信仰を拒否する者は、その善行も虚しく、来世においては、失敗者の類である。
第五章90
あなたがた信仰する者よ、誠に酒と賭矢、偶像と占い矢は、忌み嫌われる悪魔の業である。これを避けなさい。恐らくあなたがたは成功するであろう。
第五章91
悪魔の望むところは、酒と賭矢によってあなたがたの間に、敵意と憎悪を起こさせ、あなたがたがアッラーを念じ礼拝を捧げるのを妨げようとすることである。それでもあなたがたは慎しまないのか。
第五章96
海で漁撈し、また獲物を食べることは、あなたがたにも旅人にも許されている。だが陸上の狩猟は、巡礼着の間は禁じられる。アッラーを畏れなさい。あなたがたはかれの御許に集められるのである。
第六章121
またアッラーの御名が唱えられなかったものを食べてはならない。それは実に不義な行いである。しかし悪魔は、自分の友を唆し、あなたがたと議論させようとする。あなたがたがもしかれらに従うならば、あなたがたは正に多神教徒である。

## イスラム圏外でのハラール

### 日本
日本では、国内に在住するムスリム向けの食材店が中心だったが、近年ではハラールフードを売り物にするレストランも登場している。
イスラム教圏（主にインドネシアやマレーシアといった東南アジア）から、訪日外国人旅行が日本へ訪日するにあたり、日本ではハラールに則った料理を出すことができる宿泊施設が非常に少ないことが懸念されている。そのため、豚肉の調理をしていない調理場を新たに設ける、アルコール消毒の必要がない紙皿でハラールフードを提供するなど工夫するホテルが登場している。
また、近年増えているイスラム教圏からの留学生への対応として、東北大学・九州大学・山梨大学・国際大学などでは、学生食堂のメニューにハラールフードを追加する大学も現れている。全国大学生活協同組合連合会によると、2014年時点で、少なくとも日本の19の大学生協で、ハラール食が提供されているという。
逆に、小中学生での学校給食の場合、食物アレルギーと違い、特別食を提供する自治体や、「個人的理由」とみなして提供しない自治体と、地方公共団体によって対応が異なる。後者の場合は、親が弁当を持たせる事で対応している。
航空会社の機内食では、通常メニューとは別に「ハラールフード（豚肉アレルギー対応食を兼ねている）」の特別機内食を予約制で提供しているが、全日本空輸（ANA）では、2014年（平成26年）に、子会社の機内食ケータリング会社でハラール認証を取得し、2015年（平成27年）9月2日からクアラルンプール発成田行きの便で、ハラール食を通常メニューとして提供するなど拡充に動いている。また日本航空（JAL）においても、2016年（平成28年）6月1日より、日本発着の国際線においてハラール認証を受けた機内食の提供を開始している。
日本では、日本ムスリム協会や日本ハラール協会(NPO法人)などといった団体が、マレーシアやシンガポール政府のハラール認証機関から、正式に承認を受けている。
その他、日本国内ではハラール食品が「単に安い食品」として、マレーシアなどから輸入され、特に売り場でのハラール表示も行われずに販売されている場合がある。
日本の調査捕鯨船「日新丸」が、船内で行うクジラ肉の加工処理について、ハラールの認証を取得した。日新丸を所有する共同船舶によると、同船が広島県尾道市に係留中（2013年11月13日）、認証機関が船内で加工処理の過程を確認。その際、手の消毒で使っていた薬品を、イスラム法上認められないアルコールから次亜塩素酸ナトリウムに変更し、2013年（平成25年）11月24日に認証された。クジラ肉の国内消費の裾野を、ムスリムにも広げる狙いがあるという。
ハラール認証をただ取得するだけでなく、日本の実情に合わせたハラール認証制度を作るという動きも出てきている。また国内のみでなく、イスラム諸国への輸出のためにハラール認証を所得するケースも増えている。ただし、この地域ハラール認証の中には、ブームに当て込んだいい加減なものもあり、ハラールを謳いながらハラームを提供する可能性もある。このため、日本独自の地域ハラールは、イスラム教という宗教そのものの侮辱にも繋がりかねず、日本とイスラム国家の国際的なトラブルの要因になる危険性も指摘されている。日本国政府は、ハラール認証の実態調査に乗り出す方針を示している。
一方、日本人イスラム教徒・学者の中田考は、イスラム的には『クルアーン』や『ハディース』を見て個人が判断すべきであって、どこかの機関が神の権威をかりて認証するのは問題であり、ビジネスの一種であると批判している。

#### 主なハラール認証団体
日本ハラール協会認証
日本アジアハラール協会
ハラール認証企業
- 伊賀越（醤油、ソース）
- 井村屋シーズニング（調味料）
- エヌエムソルト（塩）
- クロレラ工業（クロレラ）
- 正田醤油（醤油）
- ソントンホールディングス（クリーム、ジャム）
- ダイヤソルト（塩）
- とかち製菓（大福［よもぎ・白・赤・豆・きな粉］、白玉ぜんざい、わらび餅［きな粉・抹茶］）※マレーシアハラール認証(JAKIM)[37]
- 中山吉祥園（茶）
- 永井海苔（焼き海苔）
- 西尾製粉（小麦粉）
- 日本海水（塩）
- ヒガシマル醤油（醤油）
- ひかり味噌（味噌）
- 日乃本食産 - 日本国内初（機内食を除く）の日本ハラール協会から認証を受けた食品工場を2016年12月から稼働[38][39][40][41][42][43]。
- 兵機海運（倉庫）
- 富士化学工業（ヘマトコッカス藻色素製剤）
- マリンフード（チーズ、バター）
- マリーンバイオ（コーラルバウダー、浄水原料）
- 丸十大屋 （醤油、めんつゆ）
- よつ葉乳業（乳製品）
- 長谷川香料　（香料）
- ウメケン　（健康食品）
- API　（健康食品）
- ナンバー３　（化粧品）
- 一丸ファルコス　（原料）
- 仙波糖化工業　（キャラメル）
- 日本理科化学　（アミノ酸）

### 海外
- 中国では元来ムスリムの間で食べられていた清真料理が、安全性やヘルシーさなどから非イスラム教徒にも注目されている。
- 韓国でも東南アジアのムスリム市場を見据えたハラールフードの提供が盛んである。ただし、ハラールの意義を理解しないまま、認証シールをコピーして貼る等の偽ハラールが横行して物議を醸している[45]。2017年6月、インドネシアに輸出した韓国内ハラール認証済みのラーメンから豚のDNAが検出され、インドネシア政府から輸入許可取り消しと全回収処分を受けた[46]。

## ムスリムフレンドリー・ハラール的な対応
ムスリムフレンドリーとは「ムスリムにとって利用しやすい」「ムスリムに友好的である」という造語であり、海外でも使われている。非ムスリムが多い地域などで地域外のムスリムをもてなす際に、施設や飲食店を整備した上でムスリムフレンドリーを謳うことで観光客を誘致したりといったことが行われることがある。日本ハラール協会などでは「ハラールを満たした上でムスリムが使いやすい状態」を指すべきとしているが、「ハラール認証が困難な場合に店の努力などで部分的にまたは十分にハラールを満たすこと」「ムスリムに対しての一定の配慮がある」といったような幅広い使い方がされている（具体的に「豚肉や酒を使わずハラール肉を使ったムスリムフレンドリーメニューを作る」など）。ムスリムフレンドリーを謳う側、また利用する側がサービスの内容をしっかり把握しなければならない状況となっている。またサービスを利用するか否か最終的に判断するのは各々のムスリムである。日本のイスラム法学者の中田考はハラール認証制度そのものへ苦言を呈しており、店側が自主的に原材料や産地を示してムスリムが判断できるようにする対応を支持している。ムスリムフレンドリー団体の認証は日本アジアハラール協会が専門的に行なっている。
ポークフリー、アルコールフリー、「NO PORK , NO LARD」
製品や料理に「ポーク（豚肉）」、「アルコール」を使っていない（フリー）を示しており、ハラールに注意しているムスリムなどへの一つの情報源になる（非ムスリムへも豚肉やアルコールを使用していない商品を選ぶ基準となる）。ただし厳密なハラールから見ると不完全な表記・対応になっており、「ポークフリーはハラールであることを示してるわけではない」と指摘や批判もされている 。例えば仮に豚肉を使わず牛肉を使っていたとしても、規則に沿った屠殺をしていない牛肉はハラールではない。ポークフリーはハラール認証を受けていない店のハラール的な対応として表記されることもある。また店内で（主に外国人旅行客向けに）酒類を販売しているものの、料理はハラールに則ってっている場合でも店としては「ハラール」を名乗ることが原理的に難しくなるためこの場合も「ポークフリー」が使われる。ハラールの区分けに比較的厳しいマレーシアでも飲食店やスーパーマーケットでの「NO PORK , NO LARD」の表記は珍しくない。こういった表記に対してはムスリム自身が判断または容認するかも選択していく必要がある。